# 2020年斯特里薩姆恐攻事件
2020年2月2日，袭击者苏德什·安曼（Sudesh Amman）在伦敦斯特里汉姆刺傷两人後，被到場的警方击毙，警方定性为恐怖襲擊。安曼于2018年因传播恐怖主义而被定罪，事發前不久才获得假释从监狱释放，並被反恐部門所監視。
袭击发生后，英国政府推出了《恐怖主义罪犯法案》，这是一项紧急立法，旨在防止被判犯有恐怖主义罪行的人能提早出狱。

## 發生經過
2020年2月2日格林威治标准时间14:00 左右，一名男子在伦敦斯特里瑟姆大道刺伤两人，警方称这是一起恐怖事件。  袭击者在事件发生前从一家商店偷了一把刀，胸前绑着银罐，袭击者最后在布茨一家药店门外被警察击毙。    

## 受害者
一男一女在袭击中被刺傷，另一名妇女則被警察开枪時打碎的玻璃波及受了輕傷。被刺傷的40多岁的男子送往医院，最初情况危急，但随后病情逐渐减轻。一名50多岁的妇女也被送往医院，他被安曼从背后刺伤，情况稳定。另一名20多岁的妇女在警察开枪击毙時，被破損的玻璃誤伤，在现场接受治療后也被送往医院。

## 袭击者
袭击者被确认为Sudesh Mamoor Faraz Amman。他于 2018 年被马克·卢克拉夫特法官判处三年零四个月的监禁，罪名是传播恐怖主義資料和收集可能对恐怖分子有用的信息。   他被捕时是一名大学生，曾在一个家庭WhatsApp群组中分享了一份基地组织杂志，并告诉他的兄弟姐妹：「伊斯兰国将继续存在。」安曼还对他的女朋友说，她应该杀死她不信教的父母。大都会警察反恐司令部负责人表示，安曼对暴力和殉教有着强烈的兴趣，在他家中发现的记事本中可以看出，他迷恋对恐怖主义為名义的死亡。 在斯特里厄姆事件发生时，他最近才刚出狱。  在 2018 年的审判中，检方表示，安曼与他的家人、朋友和女朋友讨论了他对圣战及卡菲勒的极端看法，以及他希望实施恐怖袭击的愿望。 
在他于2020年1月获释后，安曼便处于「积极的反恐监视之下」。 据《卫报》报道，袭击者被认为构成严重风险，反恐当局都對此知情，他也是调查的对象。 

## 反应
英国首相鲍里斯·约翰逊感谢紧急服务部门对这一事件的反应，并表示他的心「与受伤者和所有受影响的人同在」。伦敦市长萨迪克汗感谢「警察、安全和紧急服务人员迅速和勇敢的反应。」 内政大臣普丽蒂·帕特尔 (Priti Patel)说：「我首先想到的是受害者、我们勇敢的警察和紧急服务部门，以及他们的家人。」 
2月3日，政府宣布将紧急立法，终止被判犯恐怖主义罪的囚犯在服刑一半刑期後獲釋的做法。司法大臣羅伯特巴克蘭告訴下議院，表示新法律將適用於當前和未來的囚犯。恐怖主義罪犯法案(The Terrorist Offenders Bill)於2月11日提交下議院。2月12日，該法案清除了通過下議院所需的所有階段，該法案於2月26日獲得皇室批准並生效，立即阻止了50名犯恐怖主义罪囚犯的自動獲釋。

## 延伸閱讀
- 2020年雷丁市持刀襲擊事件
- 2017年6月倫敦橋襲擊案
- 2017年西敏襲擊事件
- 2019年倫敦橋襲擊案